# Clausulus
Clausulus es un género de foraminífero bentónico considerado un sinónimo posterior de Borelis de la familia Alveolinidae, de la superfamilia Alveolinoidea, del suborden Miliolina y del orden Miliolida. Su especie tipo era Clausulus indicator. Su rango cronoestratigráfico abarcaba el Holoceno.

## Clasificación
Clausulus incluye a la siguiente especie:
- Clausulus indicator